# بئر حمام
بئر حمام (به عربی: بئر الحمام) یک شهرداری در الجزایر است که در استان سیدی بلعباس واقع شده‌است.